# Siphonops hardyi
Espèce
Statut de conservation UICN

 LC  : Préoccupation mineure
Siphonops hardyi est une espèce de gymnophiones de la famille des Siphonopidae.

## Répartition
Cette espèce est endémique du Sud-Est du Brésil. Elle se rencontre jusqu'à 800 m d'altitude dans les États de São Paulo, de Rio de Janeiro, du Minas Gerais et d'Espírito Santo.

## Étymologie
Cette espèce est nommée en l'honneur de F. Hardy du Dréneuf.

## Publication originale
- Boulenger, 1888 : Descriptions of new Brazilian Batrachians. Annals and Magazine of Natural History, sér. 6, vol. 1, no 6, p. 187-189 (texte intégral).